# Ким Хян Ми (боксёр)
Ким Хян Ми (кор. 김향미; род. 30 августа 1990, Хамхын) — северокорейский боксёр. Призёр чемпионата мира 2018 года и чемпионата Азии 2017 года. Член сборной КНДР по боксу.

## Карьера
Двукратная победительница национального чемпионата в весовой категории до 48 кг (2017 и 2018 годов).
На чемпионате Азии 2017 года Ким уступила в финале более опытной индийской спортсменке Чунгнейджанг Мэри Ком Хмангте и завоевала серебряную медаль чемпионата Азии.
На 10-м чемпионате мира по боксу среди женщин в Индии, в поединке 1/2 финала, 22 ноября 2018 года, корейская спортсменка вновь встретилась с Чунгнейджанг Мэри Ком Хмангте, уступила ей и завершила выступление на мировом первенстве, завоевав бронзовую медаль.